# Penstemon caesius
Penstemon caesius är en grobladsväxtart som beskrevs av Asa Gray. Penstemon caesius ingår i släktet penstemoner, och familjen grobladsväxter. Inga underarter finns listade i Catalogue of Life.